# 瓦尔韦尔德 (帕维亚省)
瓦尔韦尔德（義大利語：Valverde），曾是意大利帕维亚省的一个市镇。总面积14.83平方公里，人口316人，人口密度21.3人/平方公里（2009年）。国家统计（ISTAT）代码为018170。
2019年1月1日，瓦尔韦尔德、卡内维诺和鲁伊诺三个市镇合并为新的科利韦尔迪市镇。